# Chiesa della Madonna delle Grazie (Orbetello)
La chiesa della Madonna delle Grazie è un edificio sacro situato a Orbetello.

## Descrizione
È uno degli edifici sacri più importanti di Orbetello sia per la sua funzione di cappella della guarnigione che come luogo di culto mariano. La costruzione risalirebbe alla seconda metà del secolo XIII; fin dal secolo XVI era annessa all'Ospedale.
L'interno è decorato da due affreschi quattrocenteschi di ambito senese: quello sulla sinistra, denominato Madonna di Costantinopoli, raffigura la Madonna col Bambino e San Biagio; l'affresco staccato nel presbiterio con la Madonna col Bambino in trono fra i Santi Pietro e Paolo, detto Madonna delle Grazie, è attribuibile a un seguace di Benvenuto di Giovanni. Nel lato sinistro, un notevole dipinto settecentesco con la Madonna col Bambino in gloria tra angeli, attribuibile a Sebastiano Conca.